# John Ott
Pour les articles homonymes, voir Ott.
John Ott, John Nash Ott Jr., est un photobiologiste américain, né le 23 octobre 1909, mort le 12 avril 2000.

## Travaux
Initialement banquier, John Ott est tout à la fois réalisateur, directeur de la photographie, inventeur, et chercheur en médecine. Ott est un pionnier de la photographie accélérée qu'il a utilisée pour photographier l'évolution des plantes.
Il a travaillé sur la lumière à spectre complet, et il est aussi connu comme un pionnier dans le domaine du cinéma.
Sa capture de la croissance de plante devint célèbre, elle apparaît notamment dans le documentaire Secrets of Life de Walt Disney.